# Isabelle Franzen-Reuter
Isabelle Franzen-Reuter (* 1975 in Kehl als Isabelle Franzen) ist eine deutsche Biologin und Hochschullehrerin.

## Leben
Isabelle Franzen-Reuter legte ihre Abiturprüfung 1995 in Cochem ab. Anschließend studierte sie Biologie an der Universität Bonn und wurde dort 2004 mit einer Arbeit zur Bioindikation promoviert. Ihre Dissertation unter Betreuung von Jan-Peter Frahm wurde von der Deutschen Bundesstiftung Umwelt mit einem Stipendium unterstützt. Sie war zunächst bis 2007 Referentin im nordrhein-westfälischen Umweltministerium, wechselte für ein Jahr zur Deutschen Umwelthilfe, bevor sie dann bis 2015 bei der Kommission Reinhaltung der Luft im VDI und DIN tätig war. Seit 2015 hat sie eine Professur für Immissionsschutz und Chemie an der Fachhochschule Münster inne uns ist seit 2021 Vizepräsidentin für Lehre, Nachhaltigkeit und Hochschulplanung. Sie ist Chefredakteurin der Fachzeitschrift Immissionsschutz.